# 삼성E&A
삼성이앤에이주식회사(영어: SAMSUNG E&A Co., Ltd., 三星이앤에이)는 고도화된 글로벌 EPC(Engineering·Procurement·Construction: 설계·조달·공사) 시장 선도를 위해 풍부한 경험과 축적된 기술력으로 사업개발, 설계, 조달, 공사, 시운전 및 O&M까지 다양한 서비스를 제공하는 글로벌 에너지 종합 솔루션 기업이다. 지난 반세기 동안 고객 중심의 차별화된 서비스 제공을 통해 중동, 아시아, 미주, 유럽 등 세계 각지의 1,000여개가 넘는 프로젝트를 성공적으로 수행하였으며, 끊임없는 고객 가치 향상 노력과 완벽한 품질 구현으로 글로벌 경쟁력을 인정받고 있다. 최근에는 오일&가스 프로세싱, 정유, 석유화학, Energy Transition, 산업설비, 환경, 바이오에 이르기까지 엔지니어링 전반으로 사업영역을 확대해 나가고 있다. 

## 역사
1970년 1월 20일,  '코리아엔지니어링'이라는 이름으로 출범했다. 이후 1991년에 현재 이름으로 회사명을 변경했다. 1990년대 이후 동남아시아, 중국 등 해외에 진출했으며, 2000년대 들어 중동 지역의 대형 플랜트 건설에 참여하고 있다. 2010년도부터는 화공 사업 외에도 비화공으로 사업 분야를 확장했으며, 2020년도부터는 글로벌 트렌드에 발맞춰 에너지 트랜지션을 선도하는 회사가 되기 위해 노력하고 있다. 중동, 아프리카, 아시아, 북미, 남미, 유럽 등 40개여국에서의 사업수행 경험이 있다.

### 삼성엔지니어링 주요 이력[1]

#### 1970년대
- 1970: 대한석유공사 제3상압증류탑 수주, 기술용역회사 '코리아 엔지니어링' 설립.
- 1973: 한국종합화학 비료 프로젝트 수주.
- 1974: 플랜트엔지니어링 용역업 등록.
- 1975: 서울시 도시가스 프로젝트 수주.
- 1976: 호남석유화학 에틸렌 프로젝트 수주.
- 1977: 일본 TEC와 업무협약 체결.
- 1978: 대한석유공사 LUBE OIL 프로젝트 수주, 삼성그룹 코리아 엔지니어링 인수.
- 1979: 동양 최대 남해화학 프로젝트 독자 수행.

#### 1980년대
- 1981: 쌍용정유 온산공장 수주.
- 1982: 고려합성 폐열회수설비 수주.
- 1983: 컴퓨터 설계시스템(CAD) 도입, 삼성그룹 내 기술센터로 지정.
- 1984: 삼성반도체통신 기흥공장 완공.
- 1985: 종합환경 기술용역업 등록.
- 1986: 삼성석유화학 TA, PTA 프로젝트 수주.
- 1987: 기술연구소 설립.
- 1988: 삼성종합화학 대산 유화단지 수주(최초의 EPC Turnkey 프로젝트), 인도네시아 EO/EG 프로젝트 수주(해외 최초의 EPC 턴키 프로젝트).

#### 1990년대
- 1991: 국내 업계 최초 환경기술연구소 개소, 삼성엔지니어링주식회사로 상호변경.
- 1992: 진로쿠어스 맥주공장 수주.
- 1994: 품질경영시스템 ISO9001인증 획득, 동남아 시장 진출 Jilin EOEG(China)/TPI Ethylene 수주 (Thailand).
- 1995: 삼성SDI 천안공장 수주.
- 1996: 유가증권시장 상장, 업계 최초 수주·매출 1조원 돌파.
- 1999: 중남미 시장 진출 PEMEX Refinery 프로젝트 수주 (Mexico), 지산 하수종말처리시설 수주.

#### 2000년대
- 2001: 사우디아라비아 진출 본격화 SPC PDH/PP 프로젝트 수주, Phu My Fertilizer 수주 (Vietnam), 동해-1 가스전 공사 수주.
- 2002: 2002 한일 월드컵 주경기장 완공, 삼성SDI PDP 프로젝트 수주, 도곡동 신사옥 건립.
- 2005: Minatitlan Package6 수주 (Mexico), TASNEE Ethylene 프로젝트 수주 (Saudi Arabia), SHARQ EG 프로젝트 수주 (Saudi Arabia), APPC PDH/PP 프로젝트 수주 (Saudi Arabia), 용인 민자 하수처리 사업 수주.
- 2006: 글로벌 설계 법인 본격 추진 (인도, 미국, 사우디 법인 설립).
- 2007: PTT ESP, GSP-6 프로젝트 수주 (Thailand), Ma’aden Ammonia 프로젝트 수주 (Saudi Arabia), BOROUGE-2 OCU 프로젝트 수주 (UAE), Aramco DHT 프로젝트 수주 (Saudi Arabia).
- 2008: Bapco 윤활기유 프로젝트 수주 (Bahrain).
- 2009: ADNOC Refining U&O 프로젝트 수주 (UAE), Skikda Refinery 프로젝트 수주 (Algeria), ICAD 폐수처리 프로젝트 수주 (UAE).

#### 2010년대
- 2010: 한국타이어 No.2 프로젝트 수주 (Hungary), SULB Steel Mill Project 수주 (Bahrain)
- 2011: DJSI 코리아 지수 편입, 삼성바이오로직스 EDISON Ⅱ 프로젝트 수주, Muharraq 하수처리 프로젝트 수주(Bahrain), Shaybah NGL 프로젝트 수주(Saudi Arabia)
- 2012: Material Management System 구축, 동아제약 DM Bio 프로젝트 수주, GEC 신사옥 입주, ADNOC Refining Carbon Black & Delayed Coker(CBDC) 프로젝트 수주(UAE)
- 2013: Petronas TGAST Development 프로젝트 수주 (Malaysia), Engineering Work Place 구축 (설계 산출물 관리 시스템), 삼성전기 SEMV 프로젝트 수주 (Vietnam)
- 2014: KNPC Clean Fuel Project MAB#1 PKG 프로젝트 수주(Kuwait)
- 2015: Petronas RAPID Package #11 EO/EG 프로젝트 수주 (Malaysia), Petronas RAPID Package #6A LLDPE 프로젝트 수주 (Malaysia), Lotte Chemical LA MEG 프로젝트 수주 (USA, Off-site Module 본격 적용), 삼성전자 평택 반도체 프로젝트 수주 (초순수, 폐수, 정수, 배기 154kv 등)
- 2016: 삼성전자 SEHC 프로젝트 수주 (Vietnam), 기준정보 기반 전사 ERP 구축 (CUBE ERP), SP3D 기반 설계업무 자동화 시스템 개발, 한미약품 평택 Bio Plant 수주, 넥센타이어 프로젝트 수주 (Czech), 삼성SDI 자동차배터리 프로젝트 수주 (Hungary)
- 2017: GC Oxirane PO 프로젝트 수주 (Thailand), S&P Global Platts Awards CSR 부문 수상, 삼성전자 화성 반도체 E 프로젝트 수주 (초순수, 폐수, 배기), BAPCO Modernization Program 수주 (Bahrain), 삼성전자 Xian X2 Utility 프로젝트 수주 (China)
- 2018: MEED지 선정 Top EPC contractor Oil & Gas 부문 3위, ADNOC Refining Crude Flexibility 프로젝트 수주 (UAE), Thai Oil CF 프로젝트 수주 (Thailand), PTTGC ORP 프로젝트 수주 (Thailand)
- 2019: Saudi Aramco HUGRS 프로젝트 수주 (Saudi Arabia), Sarawak Methanol 프로젝트 수주 (Malaysia), Volta 전지박 Phase 1, 2 프로젝트 수주 (Hungary)

#### 2020년대
- 2020: AWP 기반 사업관리 시스템(S-AWP) 구축, Smart Work Place 3D 구축 (3D Model 기반 설계 업무 Platform), Pemex Dos Bocas Refinery 프로젝트 수주 (Mexico, 창사이래 최대 규모 4.5조원), 창립 50주년
- 2021: AR기반 품질관리 시스템 구축(S-ARMS), 암모니아 기반 청정수소 생산기술 플랜트 실증사업, Saudi Aramco Jafurah GPF 프로젝트 수주 (Saudi Arabia), APOC PDH & UTOS 프로젝트 수주 (Saudi Arabia), 혁신솔루션 대외사업화 추진 (EP+F / S-Hub), 세계 최초 배관 로봇 자동화 기술 개발 (Smart Piping Shop), 삼성엔지니어링 - Baker Hughes MOU 체결 (CCUS & 수소 이용 분야 협력), 삼성엔지니어링 - 롯데케미칼 MOU 체결 (탄소중립 및 친환경사업), 수소 및 탄소중립 사업화, 기술확보 추진 (SVIC 친환경 신기술 펀드 신규 조성)
- 2022: 세계 최초 프로젝트 분야 ISO 통합 인증 취득 (ISO 21502-21505), 서해권역 청정 암모니아 공급망 구축 MOU, 건설업 최초 폐기물 매립제로 등급 획득 (삼성바이오로직스 EDISON IV 프로젝트), Sarawak H2biscus Hydrogen 프로젝트 MOU 체결 (Malaysia), Shepherd CCS 프로젝트 MOU 체결 (Malaysia), Sarawak Shell OGP 프로젝트 수주 (Malaysia), 사우디 Aramco National EPC Champion 협약 체결, 베트남 수처리회사 DNP Water 지분 인수, Engineering Data Platform 구축, 건설용 3D 프린터 개발, BCC Ethane Cracker 프로젝트 수주 (Russia), SP3D를 통한 업무 자동화 (Rule Check 자동화, Civil Inform. 자동화, 도면 Touch-up 최소화, 무도면화, ARS 등)
- 2023: 삼성엔지니어링 등 글로벌컨소시엄, 오만 그린수소 독점 개발 사업권 확보, 삼성엔지니어링 - 오스트리아 OMV MOU 체결 (Module 및 Energy Transition 분야 협력), 삼성엔지니어링 - 美 SHAW MOU 체결(프로젝트 개발 및 Module 분야 협력), 카타르 RLP 에틸렌 프로젝트 계약식, 캐나다 SVANTE MOU 체결
- 2024: 창사 이래 최대 규모 프로젝트인 사우디 아람코 Fadhili Gas Increment Program #1, #4 수주 (Saudi Arabia), 삼성E&A 상호 변경, 美 Shaw社 Smart Piping Shop 상업 생산 시작, 제 1회 E&Able Tech Forum 2024 개최, 카타르 라스라판 석유화학 플랜트 수주, 말련 바이오 정유 플랜트 수주로 SAF 시장 최초 진출, 셰퍼드 CCS Summit 개최

## 외부 기관 평가 및 주요 수상
삼성E&A는 세계 각지의 1,000여개가 넘는 프로젝트를 성공적으로 수행하였으며, 끊임없는 고객 가치 향상 노력과 완벽한 품질 구현으로 글로벌 경쟁력을 인정받고 있다. DJSI(Dow Jones Sustainability Indices) Asis Pacific 건설 및 엔지니어링 부문에 12년 연속 편입되고 있으며, 2009년부터 참여한 CDP(Carbon Disclosure Project) 평가 결과 Management 부문 B 등급을 부여 받았고, 한국 ESG 기준원(KCGS)으로부터 8년 연속 ESG 통합등급 A 등급 부여받는 등 공신력을 갖춘 해외 유수의 평가 기관 및 언론매체로부터 높은 평가를 받아오고 있다. 

#### 2024년

##### 1. 외부기관 평가
- DJSI(Dow Jones Sustainability Indices) Asis Pacific 건설 및 엔지니어링 부문(예정)

##### 2. 주요 수상
- 2024 MEED Projects Awards Oil&Gas 부문 Saudi Arabia National Winner/MENA Winner(Saudi HUGRS Project)

#### 2023년

##### 1. 외부기관 평가
- 2023 Oil&Gas Top 25 EPC Contractors(3위)
- 2023 ENR International Contractor(22위)
- 2022 동반성장지수 최우수 등급 '최우수 명예기업' 선정

##### 2. 주요 수상
- 2023 ADNOC Contractors HSE Excellence Award
- 2023 MEED Projects Awards Oil&Gas 부문 Oman National Winner/Highly Recommended(오만 Duqm Refinery #2 Project)
- 2023 iktva Best in ESG

#### 2022년

##### 1. 외부기관 평가
- 2022 Oil&Gas Top 25 EPC Contractors(12위)
- 2022 MEED Top 10 EPC Contractors(8위)
- 2022 ENR The Top 225 Int'l Design Firms(54위)

##### 2. 주요 수상
- 2022 ADNOC HSE Performance Award, CEO Appreciation
- 2022 Saudi Aramco Safety Excellence Awards / Technology Award
- 2022 MEED Projects Awards Oil & Gas 부문 Saudi National Winner/GCC Winner(Saudi SABIC United EO-EG Ⅲ Project)
- 2022 MEED Projects Awards Oil & Gas 부문 및 MEGA Project 부문 Kuwait National Winner(Kuwait KNPC Clean Fuel Project)

## 같이 보기
- 국토교통부
- 대한건설협회
- 해외건설협회
- 건설워커